# Henrik Holmberg

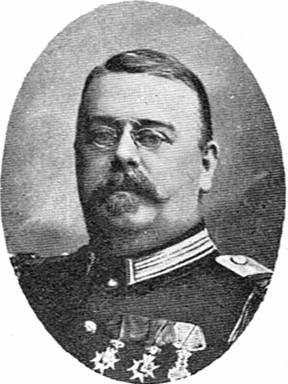
Henrik Holmberg.

Henrik Birger Emanuel Holmberg, född 1 oktober 1852 i Visby, död 16 februari 1905 i Malmö, var en svensk väg och vattenbyggnadsingenjör.
Holmberg utexaminerades från Teknologiska institutet 1874 och var därefter verksam vid hamnbyggnader i bland annat Helsingborg och Varberg. Efter genomgången militär kurs för inträde i Väg- och vattenbyggnadskåren blev han 1886 löjtnant vid nämnda kår och var en tid adjutant hos dåvarande chefen för södra distriktet, major Anton Remmer. Han var överingenjör och disponent för Skånska Cementgjuteriet 1886–1894. Han blev 1891 kapten och 1894 överingenjör i Malmö stad med uppdrag att leda stadens och hamnens allmänna arbeten. Av hans arbeten i Malmö kan nämnas vattenverkets utvidgning med anskaffande av artesiskt vatten, den stora hamnutvidgningen med ångfärjelägen samt insättande av de stora lossningsapparaterna vid hamnen, Rörsjöbron, Slottsparken och förslaget till ordnande av kloakfrågan, den för övrigt, i vilken Holmbergs arbete först togs i anspråk av Malmö stad, då han 1885 kallades dit från Varberg för att i detalj genomgå det av den danske ingenjören Charles Ambt uppgjorda förslaget, Rörsjömarkens anordnande för bebyggande, varjämte han inom drätselkammaren deltog i alla de utredningar som förekom för utförande av offentliga arbeten. Holmberg blev 1903 major i Väg- och vattenbyggnadskåren och chef för södra väg- och vattenbyggnadsdistriktet. Han var ordförande i byggnadsavdelningen vid Nordiska industri- och slöjdutställningen i Malmö 1896 samt mångårig ordförande i Skånska Ingenjörsklubben och Malmö industriförening. År 1904 invaldes han i Malmö stadsfullmäktige. Holmberg, som avled av blodförgiftning efter att ha fått en rostig spik genom foten, gravsattes på S:t Pauli södra kyrkogård i Malmö.